# Festucalex
Festucalex es un género de pez de la familia Syngnathidae en el orden de los Syngnathiformes.

## Especies
Las especies de este género son:
- Festucalex cinctus Ramsay, 1882
- Festucalex erythraeus Gilbert, 1905
- Festucalex gibbsi Dawson, 1977
- Festucalex kulbickii Fricke, 2004
- Festucalex prolixus Dawson, 1984
- Festucalex scalaris Günther, 1870
- Festucalex wassi Dawson, 1977